# Helius (Helius) trianguliferus
Helius (Helius) trianguliferus is een tweevleugelige uit de familie steltmuggen (Limoniidae). De soort komt voor in het Oriëntaals gebied.